# Demonworld
Demonworld ist ein Tabletop-Spiel. Entworfen, produziert und vertrieben wurde es bis ca. 2006 von dem Oberhausener Unternehmen Hobby Products (Metal Magic). Aufgrund der geschäftlichen Entwicklung musste Hobby Products den Vertrieb einstellen. Im Juni 2011 wurden die Rechte von Ral Partha Europe (RPE) aufgekauft. Der neue Eigentümer hat im Juli 2011 begonnen, die Miniaturen wieder in den Handel zu bringen.
Der deutsche Entwickler Ikarion veröffentlichte 1997 ein Strategiespiel für den PC auf der Basis der Lizenz; 2000 folgte ein zweiter Teil.
Demonworld simuliert die Kriegsführung in einer klassischen Fantasywelt. In dieser tummeln sich Völker wie Elfen, Zwerge und Menschen, aber auch Orks, Goblins, Isthak und Dunkelelfen. Neben Strategie und Taktik spielt die Anwendung von Magie eine bedeutende Rolle. Details zum Hintergrund und regelspezifische Informationen zu den einzelnen Fraktionen finden sich in den sogenannten Armeebüchern. Diese konnten bis zur Schließung der offiziellen Herstellerseite im Internet gratis als PDF-Dokumente heruntergeladen werden.

## Spielfeld
Die in sechseckige Felder mit zwei Zentimetern Kantenlänge unterteilte Spielfläche (Hexraster, vergleiche Battletech) unterscheidet Demonworld von den meisten anderen Tabletop Spielen und ermöglicht eine große Genauigkeit bei der Abwicklung von Gefechten, weil auf das Abmessen und sich daraus ergebende Regelinterpretationen verzichtet werden kann. Der verwendete Figurenmaßstab von 15 Millimeter erlaubt das Spielen mit einer großen Anzahl von Miniaturen auf relativ kleinem Raum.

## Spielprinzip
In einem Demonworld-Spiel treten in der Regel zwei Armeen gegeneinander an, die aus mehreren Einheiten bestehen. Jede dieser Einheiten setzt sich aus mehreren Elementen zusammen. Hierbei handelt es sich um sechseckige Basen, auf denen jeweils mehrere Miniaturen untergebracht sind. Die meisten Einheiten bestehen aus zehn Elementen zu jeweils vier Miniaturen. Hieraus ergibt sich eine Einheitengröße von 40 Figuren. Eine Armee enthält neben den Einheiten noch verschiedenen Einzel- und Spezialmodelle (Helden, Monster, Geräte usw.) und kann mehrere hundert Zinnfiguren umfassen.
Jede Einheit oder Spezialfigur wird durch eine Rekrutierungskarte repräsentiert, auf der alle entsprechenden spielrelevanten Informationen vermerkt sind. Die Summe aller Miniaturen und Rekrutierungskarten eines Spielers repräsentiert dessen Armee. Die Karten machen die schriftliche Erstellung und Bearbeitung von Armeelisten (wie z. B. bei Warhammer) überflüssig.
Die Durchführung von Gefechten erfolgt in aufeinander folgenden Spielrunden, die in Phasen aufgeteilt sind. Jede Phase entspricht hierbei verschiedenen Befehlen (zum Beispiel Bewegen, Angreifen, Schießen etc.), die am Anfang jeder Runde von den Spielern angesagt werden. Beide Spieler kommen jeweils während jeder Phase einer Runde zum Zug, was Demonworld zu einem Spiel mit vergleichsweise hoher Interaktivität macht.

## Turniere
In Deutschland finden einmal im Jahr die Berliner Demonworld Meisterschaft und das Oldenburger Turnier statt, wo Demonworld unter Turnierregeln gespielt werden kann. Außerdem besteht die Möglichkeit, auf verschiedenen Conventions – wie zum Beispiel dem Feencon oder dem Dreieichcon – an Demonworld-Turnieren teilzunehmen.
2011 fand das erste Turnier in der Schweiz statt.
In Frankreich gibt es ebenfalls eine organisierte Szene, die gelegentlich Demonworld-Turniere organisiert.

## Sonstiges
Eine Besonderheit ist die Aufteilung des Regelbuches in Anfänger-, Standard- und Expertenregeln, welche neuen Spielern den Einstieg in Demonworld erleichtern soll.
Mittlerweile liegt das Spielsystem in einer zweiten überarbeiteten Version vor, in der die bestehenden Regeln optimiert und ergänzt wurden.
Verschiedene Versuche, die Spielwelt in andere Bereiche zu portieren schlugen meist fehl. So gibt es drei im Heyne-Verlag erschienene Romane von Ulrich Drees. Namentlich sind dies "Das Geheimnis von Soron", "Die Eishexen von Harrané" und "Die Mission der Ordensritter". Die Bücher bilden zusammen die sogenannte "Nordmark-Trilogie". Im Jahr 1999 erschien von MG Publishing ein Comic. Die Reihe wurde allerdings nie fortgeführt und ist bereits nach Ausgabe 1 wieder eingestellt worden. Etwas längerer Beliebtheit erfuhren die beiden rundenbasierten Computerspiele "Demonworld" und "Demonworld II - Dunkle Armeen".

## Weiterentwicklungen
Aus dem Demonworld-Spielsystem hatte die Firma Hobby-Products eine abgewandelte und wohnzimmertauglichere Version entwickelt – "Empires". Bei "Empires" wurden die Regeln stark vereinfacht, sodass es hier zum Beispiel ausschließlich nur Würfel mit Treffer- oder Schildsymbolen gibt. Des Weiteren kam der finanz- und aufbaustrategische Aspekt mit hinzu. Spieler müssen, neben dem strategischen Geplänkel mit anderen Völkern, hier Dörfer, Städte, Kloster, Werften uvam. erbauen und können sogar Kriegsschiffe über die Meere zu neuen Landregionen aussenden. Bei all diesen Dingen darf der Spieler jedoch nicht seine erwirtschafteten Geldmittel aus dem Auge verlieren. Neue Geldmittel werden dabei rundenbasiert aus den vorhandenen Dörfern und Städten erwirtschaftet.
Zusätzlich zum Ausbau der Provinzen und Königreiche der Spieler, können noch Völkerspezifische, besondere Orte "gefunden" (erwürfelt) werden. Die Spieler des Volkes "Imperium" (Menschen) können auf diese Weise ausschließlich auf Bergen einen Drachenhorst "finden". Sie können dann in jeder Runde einen kampfstarken Drachen rekrutieren (sofern der Spieler genügend Geldmittel in seinem Staatsschatz hat). Das Volk der "Zwerge" kann beispielsweise den "magischen Steinkreis" finden.
Wie auch in "Demonworld" üblich, werden auch in "Empires" alle Modelle, also auch Schiffe, Dörfer, Stadtmauern,..., mit Zinnmodellen auf dem Spielplan dargestellt. Der Spielplan selbst liegt, genau wie in "Demonworld", im Hexraster vor.
Das Spielsystem "Empires" bietet allerdings nicht die Spieltiefe der großen Version "Demonworld", sie legt Wert auf andere Schwerpunkte. Neben dem einfacheren taktischen Vorgehen der verschiedenen Truppentypen, stehen nun auch der Aufbau eines Königreiches und die Finanzierung einzelner Truppentypen gleichermaßen im Vordergrund wie die kriegerische Auseinandersetzung mit dem Gegner. Aufgrund der Einfachheit ist es sicher auch Ideal für Personen die ansonsten recht wenig mit dem klassischen Tabletop oder Rollenspiel zu tun haben.